# Прогресс М-13М
Прогресс М-13М — транспортный грузовой космический корабль (ТГК) серии «Прогресс», запущенный к Международной космической станции. На ТГК было сделано множество технических доработок, позволяющих запустить на нём транспортно-пусковой контейнер со спутником «Чибис-М». 45-й российский корабль снабжения МКС. Серийный номер 413.

## Цель полёта
Доставка на МКС более 2600 килограммов различных грузов, в числе которых продукты питания (стандартный продуктовый набор для космонавтов: лимоны, апельсины, зеленые яблоки, лук и чеснок), подарки, книги, топливо в баках системы дозаправки, воду для системы «Родник», медицинское оборудование, белье, средства личной гигиены, а также оборудование для научных экспериментов, проводимых на станции. Доставка на МКС оборудования для американского сегмента станции, в том числе продукты питания, средства санитарно-гигиенического обеспечения.
Доставка малого космического аппарата «Чибис-М» для нового эксперимента «Микроспутник». Эксперимент предусматривает комплексное изучение физических процессов грозовых разрядах в атмосфере Земли.

## Хроника полёта
- 30.10.2011, в 14:11:12 (MSK), (10:11:12 UTC) — запуск с космодрома Байконур;[4]
- 02.11.2011 в 15:41:00 (MSK), (11:41:00 UTC) — осуществлена стыковка с МКС к стыковочному узлу на агрегатном отсеке служебного модуля «Пирс». Процесс сближения и стыковки проводился в автоматическом режиме;
- 24.01.2012, в 02:09:35 (MSK), (23 января 11:09:35 UTC) — корабль отстыковался от орбитальной станции и отправился в автономный полёт.
- 25.01.2012, в 02:25:00 — ТГК включил двигатели для торможения и через несколько минут вошёл в плотные слои атмосферы.

В ходе автономного полёта с помощью двух включений основного двигателя, ТГК был переведён на более высокую орбиту со средней высотой около 500 километров. Этот манёвр был проведён с целью выведения на рабочую орбиту малого космического аппарата «Чибис-М», который был запущен 24 января в 23:18:30 UTC.

## Перечень грузов
Суммарная масса всех доставляемых грузов: 2648 кг
| Название | Масса (кг) |
| --- | ---------- |
| Топливо в баках системы дозаправки | 548        |
| Газ в баллонах средств подачи кислорода (СрПК):                                                                                             |            |
| Кислород | 50         |
| Вода в баках системы «Родник» | 420        |
| Топливо в КДУ для нужд МКС | 250        |
| Грузы, доставляемые в герметичном отсеке (суммарная масса — 1350 кг):                                                                       |            |
| Оборудование для систем: |            |
| обеспечения газового состава (СОГС) | 15         |
| водообеспечения (СВО) | 50         |
| электропитания (СЭП) | 1          |
| обеспечения теплового режима (СОТР) | 9          |
| управления бортовой аппаратурой (СУБА) | 9          |
| электропитания (СЭП) | 10         |
| Средства технического обслуживания и ремонта (СТОР)                                                                                         | 7          |
| Средства санитарно-гигиенического обеспечения (ССГО)                                                                                        | 125        |
| Средства индивидуальной защиты (СИЗ) | 17         |
| Средства освещения | 7          |
| Контейнеры с рационами питания, свежие продукты                                                                                             | 316        |
| Медицинское оборудование, бельё, средства личной гигиены и профилактики воздействия невесомости                                             | 143        |
| Оборудование для ФГБ «Заря» | 11         |
| Оборудование для МИМ-1 «Рассвет» | 4          |
| Оборудование для научных экспериментов: «Микроспутник» (МС «Чибис-М»), «Типология», «Женьшень-2», «Структура», «Плазменный кристалл-3 Плюс» | 51         |
| Бортдокументация, посылки для экипажа, комплект для фотоаппаратуры                                                                          | 24         |
| Комплект предметов для российских членов экипажа                                                                                            | 138        |
| Оборудование для американского сегмента, в том числе продукты, средства санитарно-гигиенического обеспечения                                | 423        |

## Фотогалерея

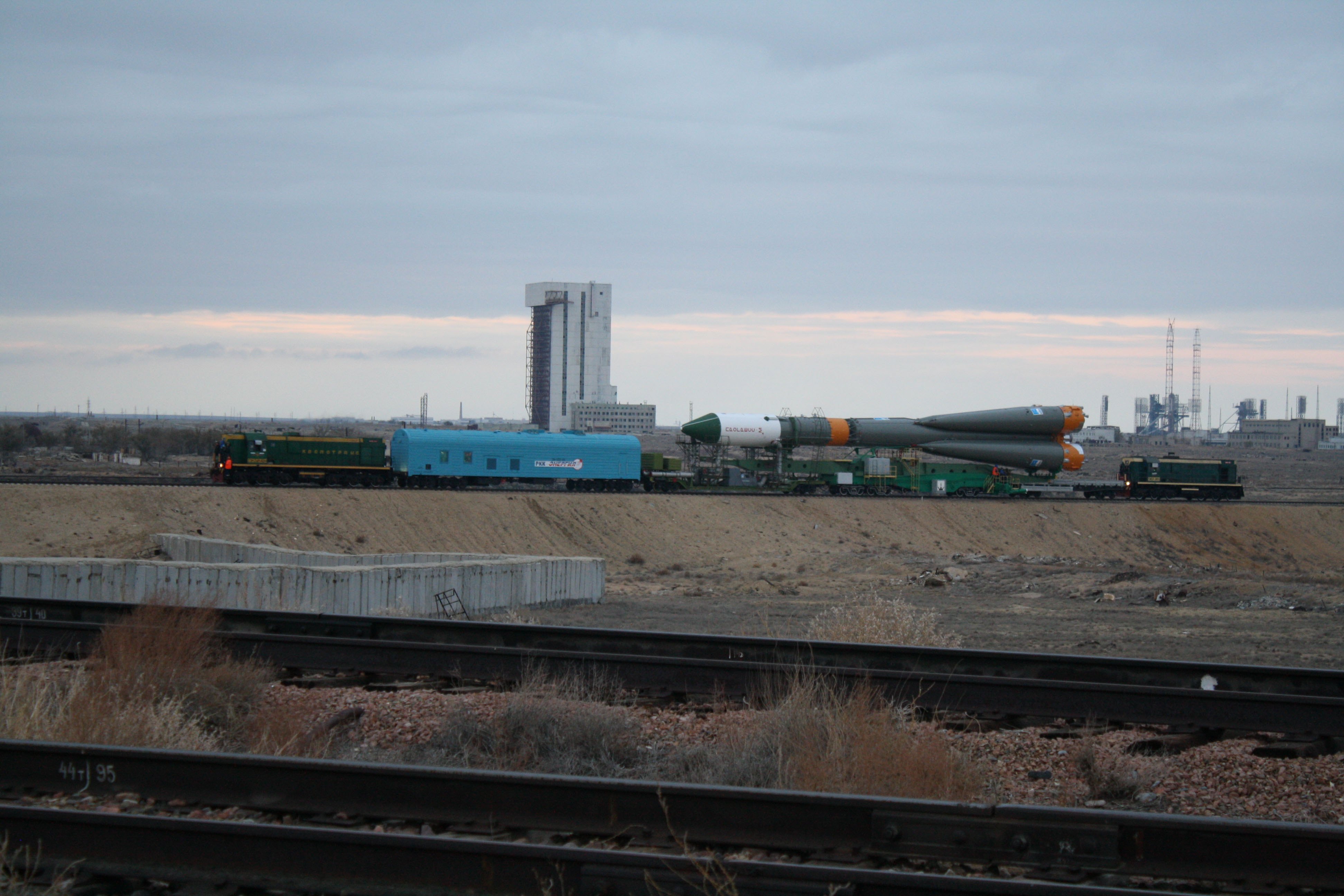
Транспортировка Союз-У с ТГК на стартовую площадку
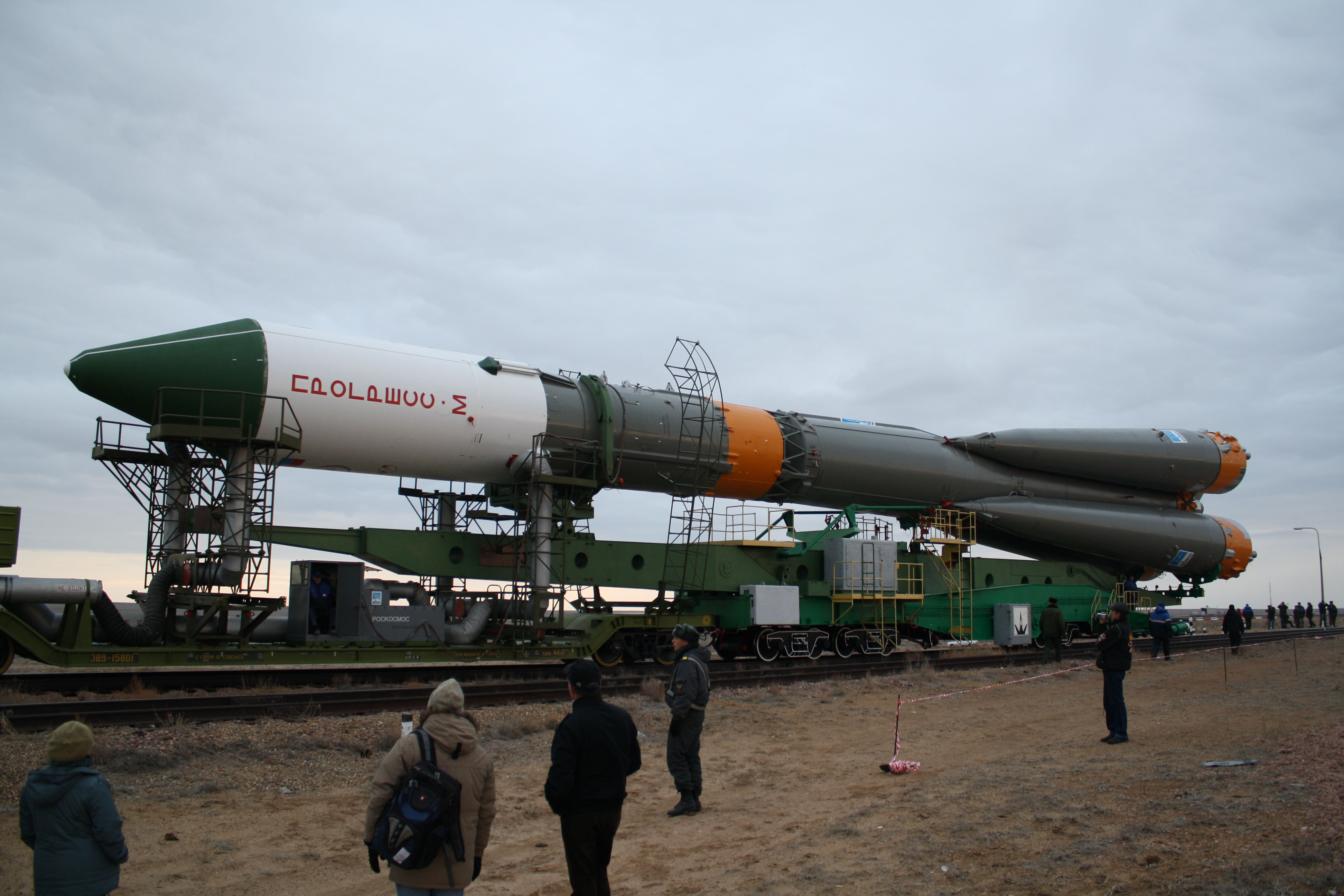
Вывоз РН Союз-У с ТГК «Прогресс М-13М», 28 октября 2011
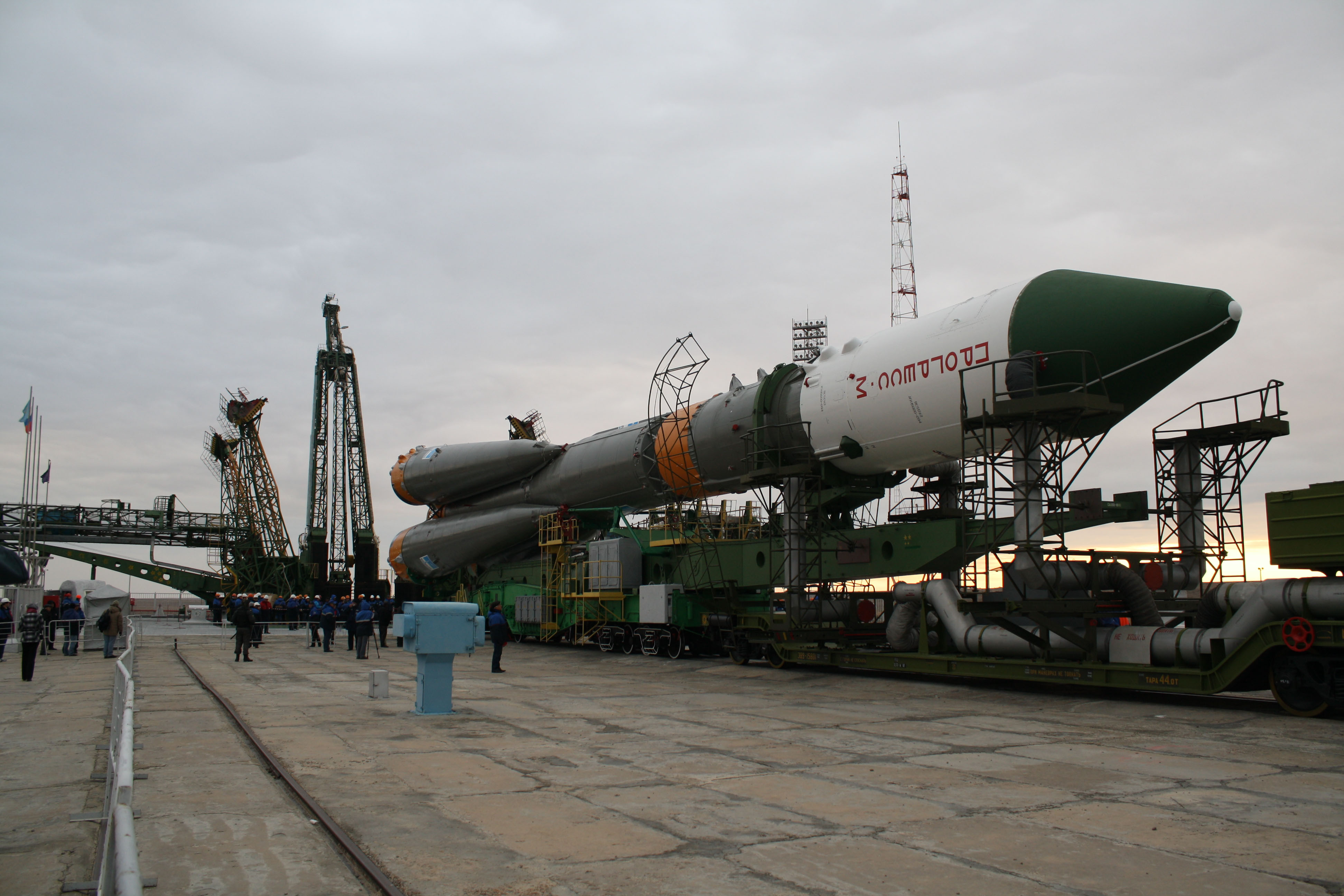
РН Союз-У перед установкой на стартовый стол, 28 октября 2011
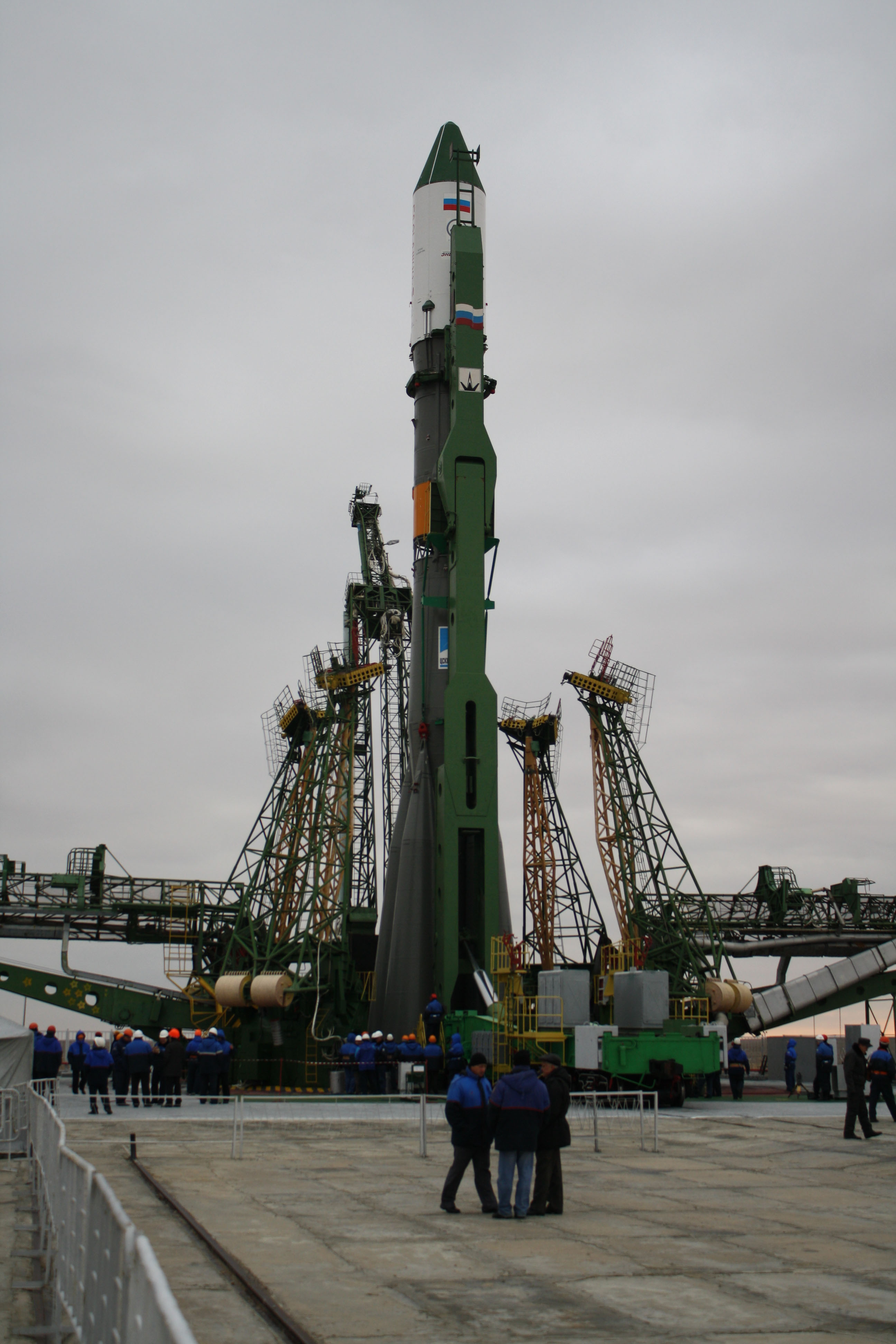
РН Союз-У с ТГК «Прогресс М-13М» на стартовом столе, 28 октября 2011
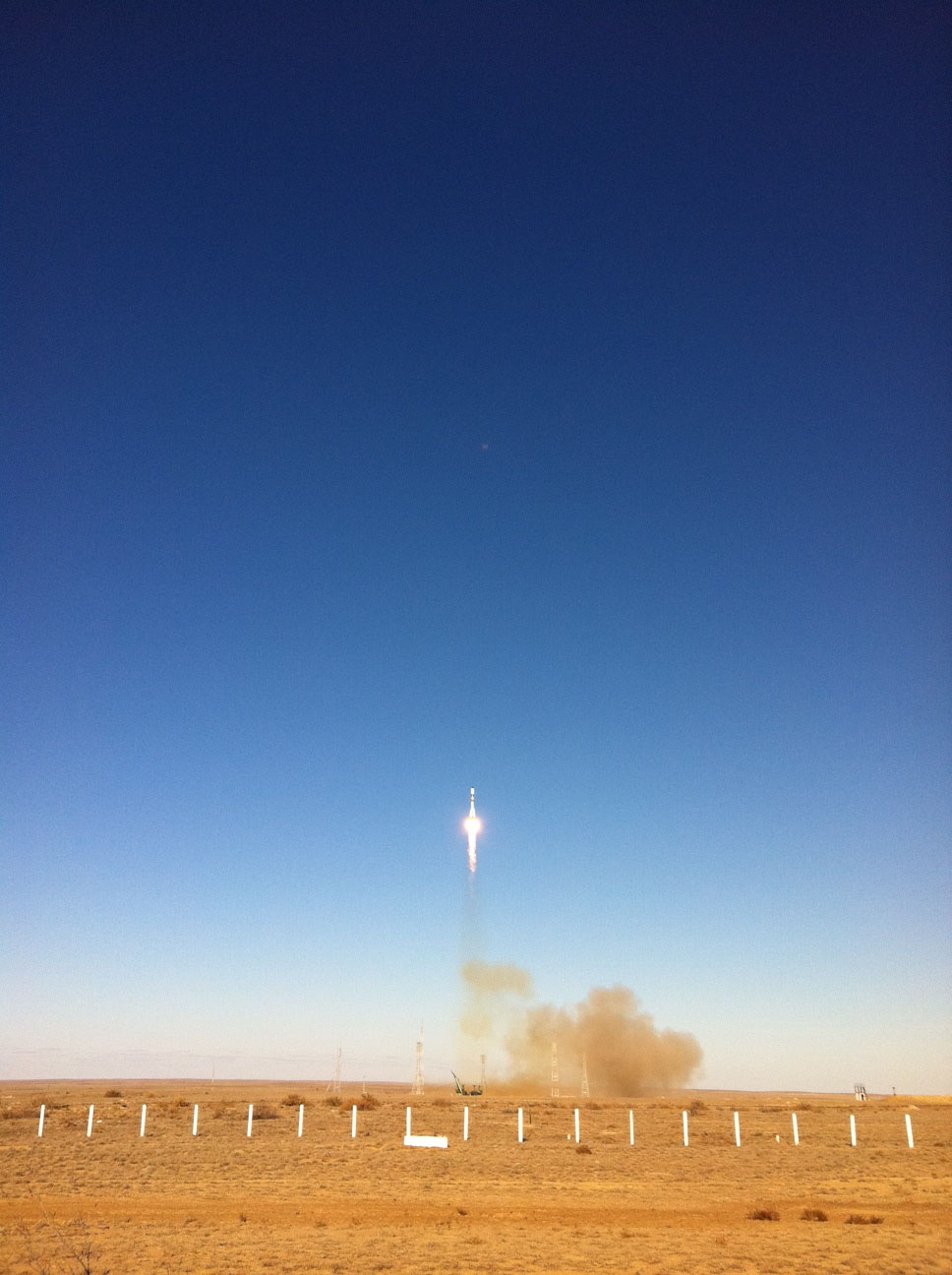
Запуск ТГК «Прогресс М-13М» с космодрома Байконур
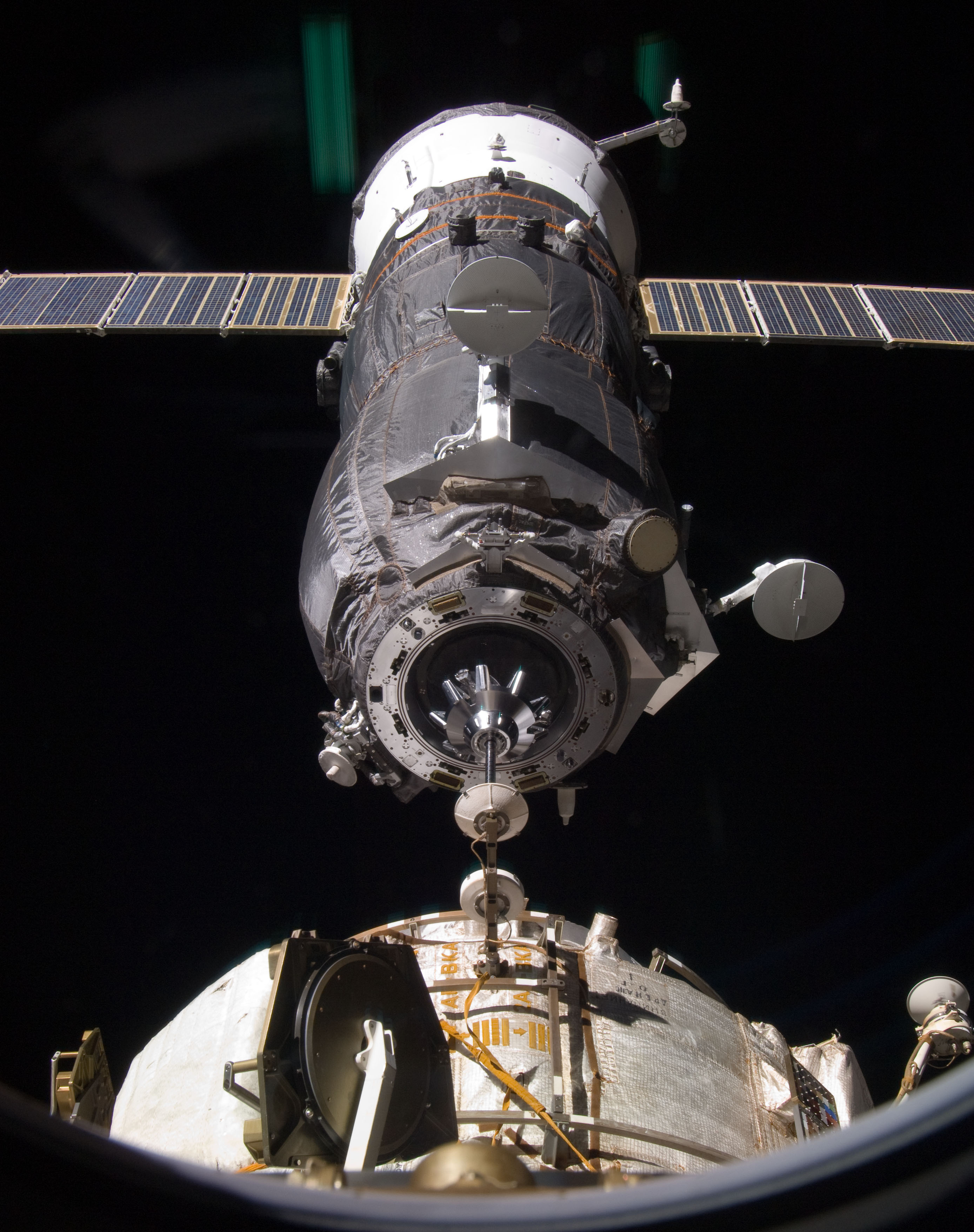
ТГК «Прогресс М-13М» приближается к модулю «Пирс», 2 ноября 2011
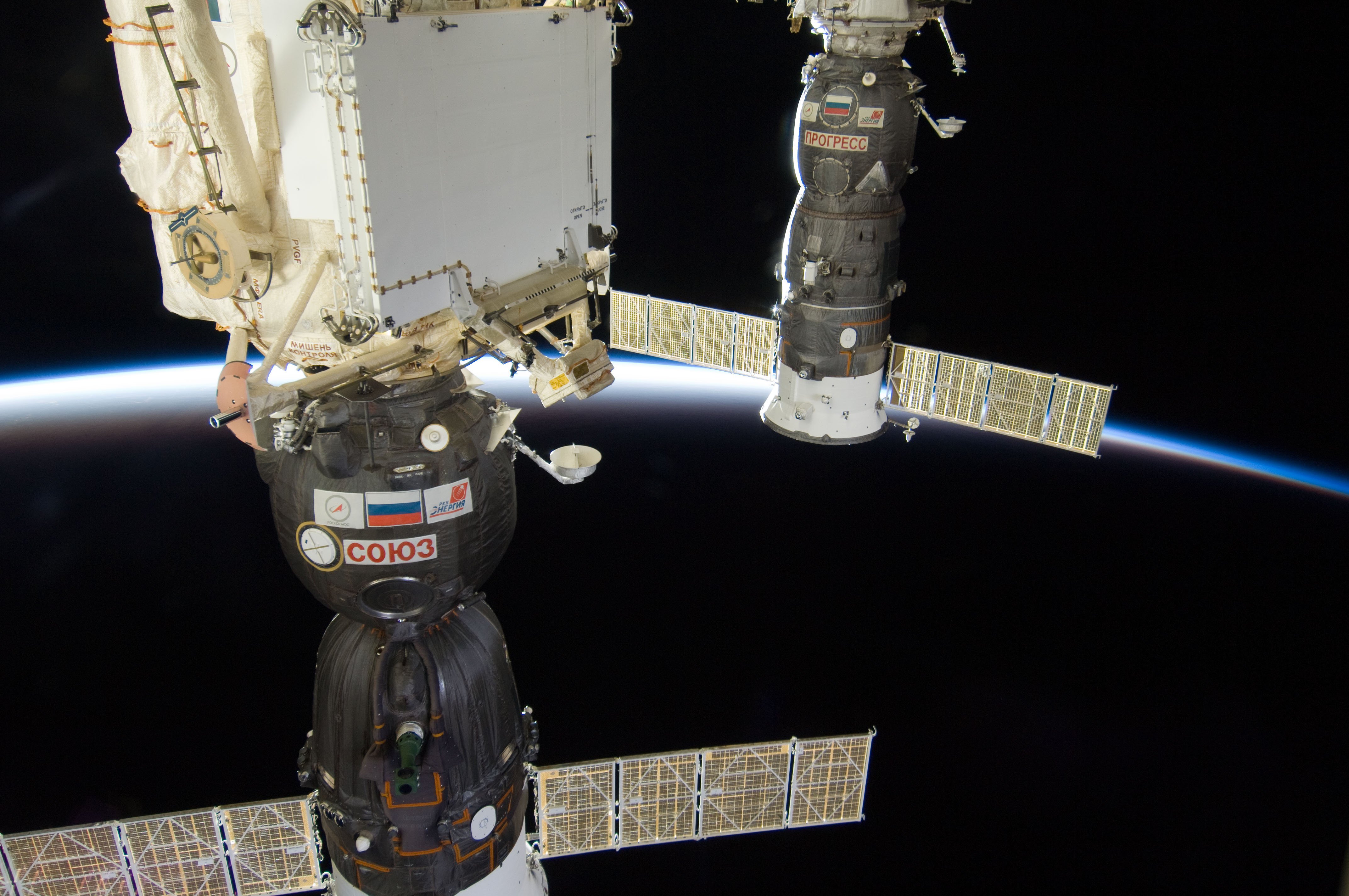
Союз ТМА-03М и ТГК «Прогресс М-13М» в составе МКС, 1 января 2012
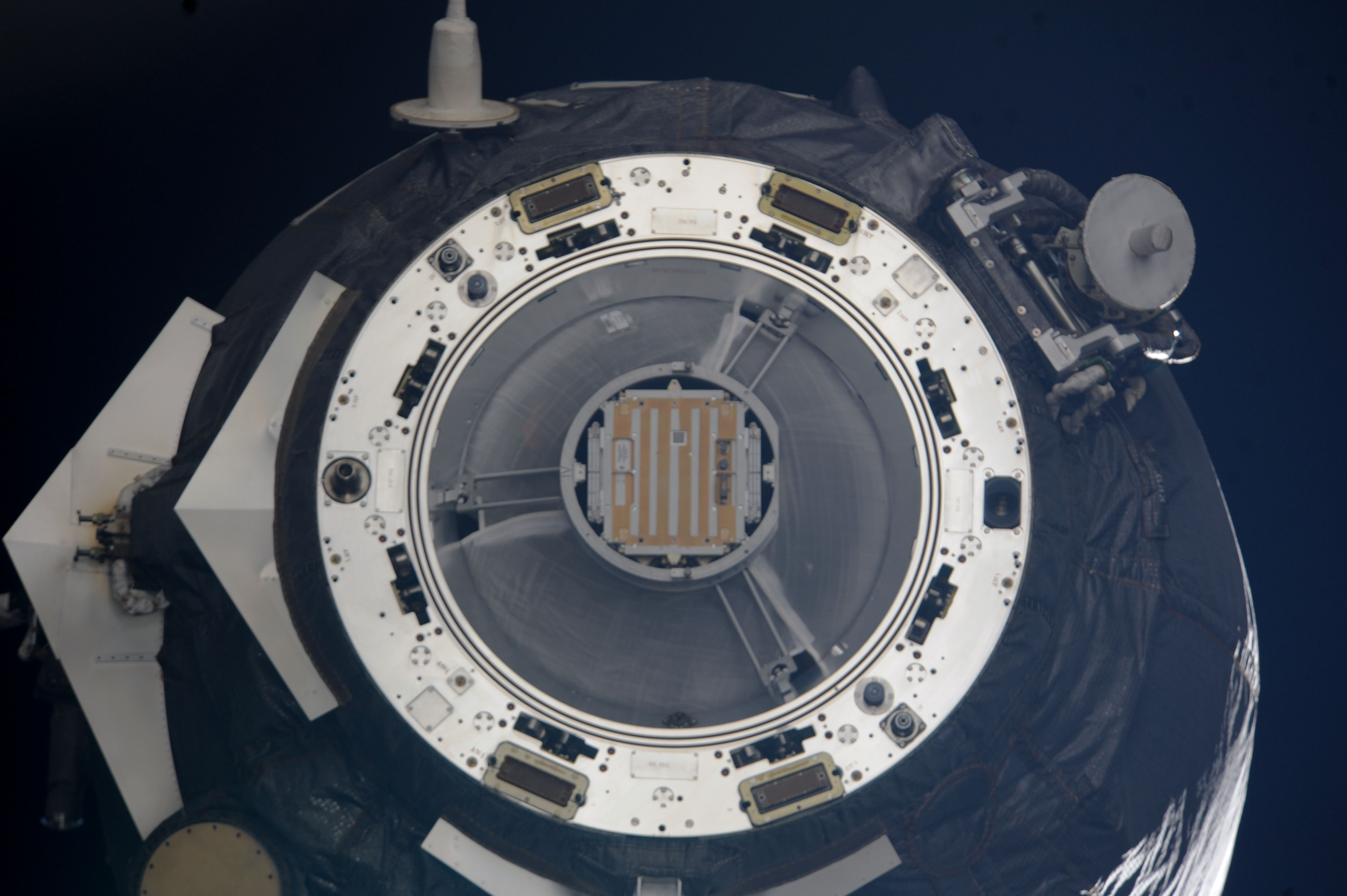
ТГК «Прогресс М-13М» и «Чибис-М» перед стыковкой с МКС 23 января 2011
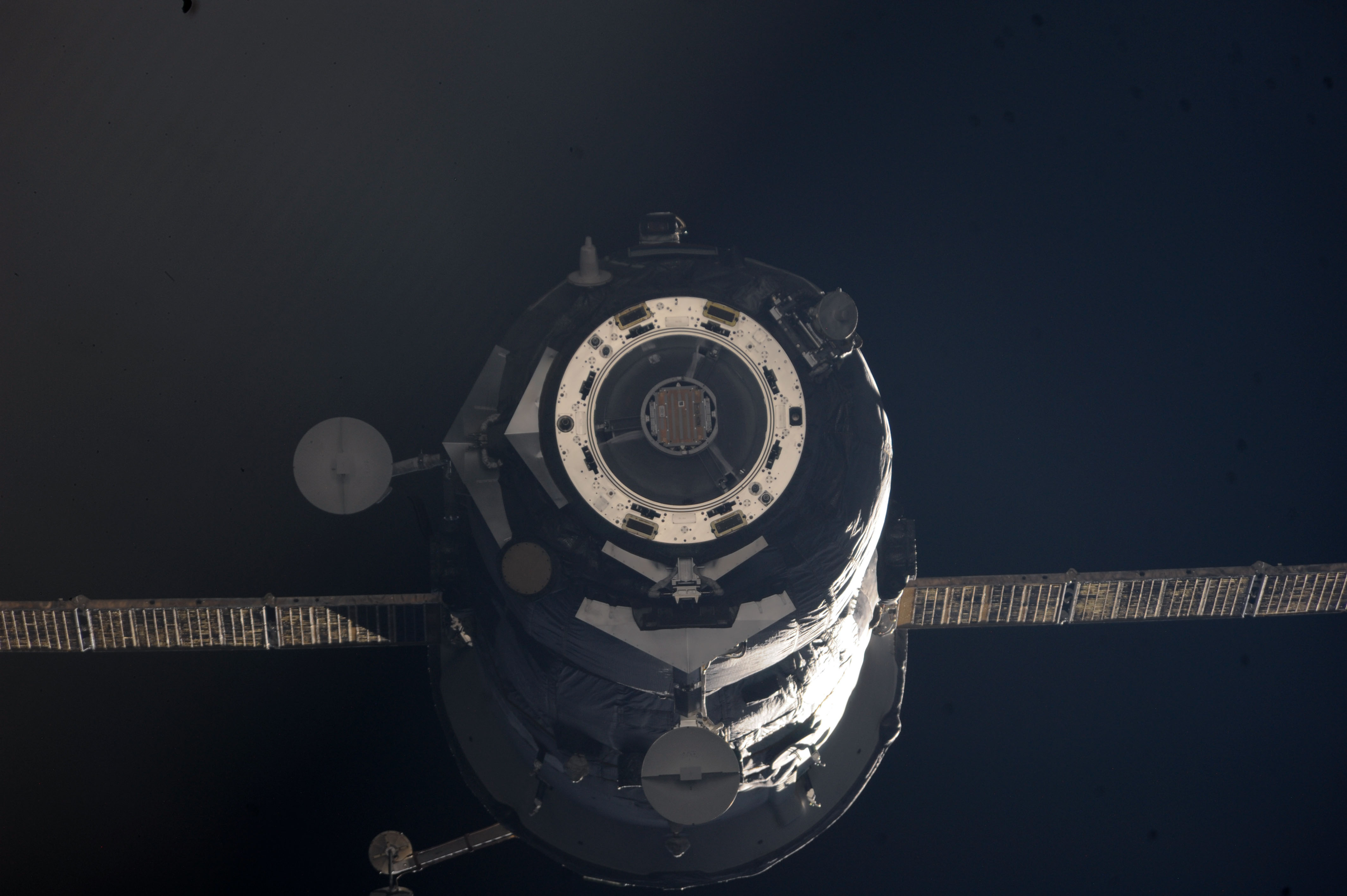
ТГК «Прогресс М-13М» перед стыковкой с МКС 23 января 2011